# Жабенка (приток Граничной)
Жабенка — река в России, протекает в Фировском районе Тверской области. Исток реки находится к западу от деревни Жабны. Река течёт сначала на восток, затем на юго-восток. Устье реки находится в 33 км по левому берегу реки Граничная. Длина реки составляет 14 км.

## Данные водного реестра
По данным государственного водного реестра России относится к Балтийскому бассейновому округу, водохозяйственный участок реки — Шлина, речной подбассейн реки — Волхов. Относится к речному бассейну реки Нева (включая бассейны рек Онежского и Ладожского озера).
Код объекта в государственном водном реестре — 01040200112102000020026.